# Yahagi (incrociatore)
Lo Yahagi (矢矧 軽巡洋艦?, Yahagi keijun'yōkan) è stato un incrociatore leggero della Marina imperiale giapponese, appartenente alla classe Agano.

## Storia
Lo Yahagi fu il secondo dei 4 incrociatori leggeri classe Agano completati e, come le altre navi della sua classe, fu pensato come nave ammiraglia di una flottiglia di cacciatorpediniere.
Fu completato il 29 dicembre 1943 e nel febbraio 1944 fu inviato a Singapore per pattugliare le isole Lingga e per effettuare alcuni test. Nel mese di maggio salpò da Singapore verso Tawi-Tawi assieme alle portaerei Taiho, Zuikaku e Shokaku ed agli incrociatori Myoko e Haguro.
Durante la battaglia del Mare delle Filippine, combattuta il 19 giugno 1944, lo Yahagi era parte della "Force A" del viceammiraglio Jisaburō Ozawa che si scontrò al largo di Saipan con la Quantia Flotta statunitense in quella che doveva essere una battaglia decisiva. Lo Yahagi era al comando dei cacciatorpediniere Asagumo, Urakaze, Isokaze, Tanikaze, Wakatsuki, Hatsuzuki, Akizuki e Shimotsuki. Durante gli scontri con la Task Force 58 statunitense, l'aviazione navale nipponica subì pesanti perdite, tante che la battaglia passò alla storia come "Il grande tiro al tacchino delle Marianne", a sottolineare la facilità con cui gli aerei statunitensi abbatterono quelli nemici.

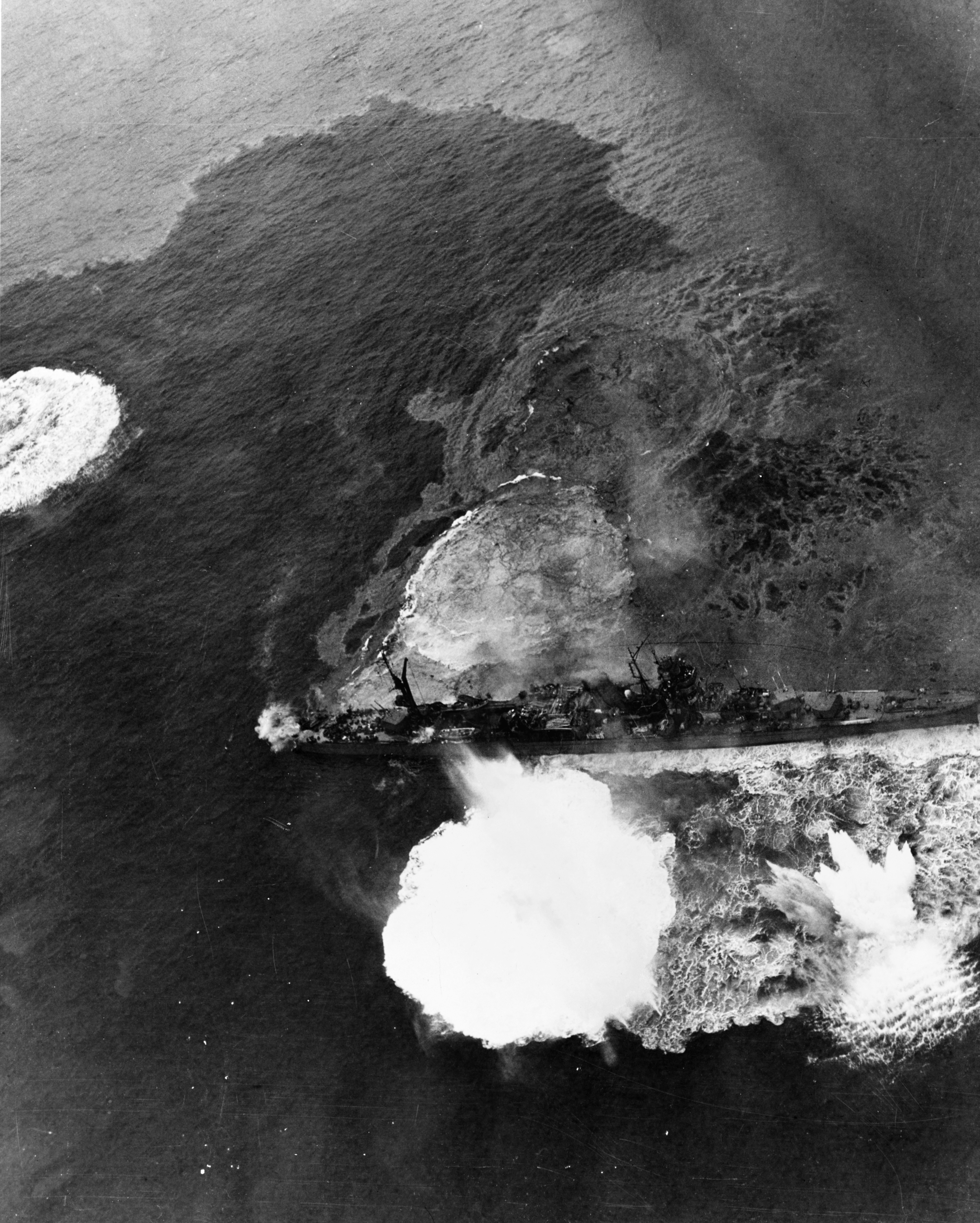
Lo Yahagi sotto pesanti attacchi aerei durante l'operazione Ten-Go, 7 aprile 1945

Nel corso della battaglia lo Yahagi e lo Urakaze trassero in salvo 570 uomini della Shokaku dopo che essa fu silurata dal sommergibile Cavalla.
Tra la fine del giugno e l'inizio del luglio 1944 lo Yahagi fu sottoposta a lavori nei cantieri navali di Kure. Furono installate 2 ulteriori torrette triple di cannoni contraerei Type 96 da 25 mm, portando a 48 il totale di armi di questo calibro. Inoltre lo Yahagi fu dotato di un radar a ricerca aerea Type 13 e di un radar di superficie e controllo tiro Type 22. Inquadrato nel grosso della 2ª Flotta del viceammiraglio Takeo Kurita, prese parte alla battaglia del Golfo di Leyte, iniziata il 22 ottobre 1944: l'incrociatore comandava una forza composta dai cacciatorpediniere Kiyoshimo, Nowaki, Urakaze, Yukikaze, Hamakaze e Isokaze. Le navi era accompagnate dagli incrociatori da battaglia Kongo e Haruna e dagli incrociatori pesanti Tone, Chikuma, Kumano e Suzuya. La forza centrale di Kurita si scontrò con le navi statunitensi della Task Force 38 il 24 ottobre, in quella prese il nome di battaglia del mare di Sibuyan.
Durante i combattimenti la flotta giapponese subì 11 incursioni da parte di oltre 250 aerei, decollati dalle portaerei Enterprise, Essex, Intrepid, Franklin, Lexington e Cabot. Nella battaglia viene affondata la Musashi e rimangono danneggiate la Yamato e la Nagato, mentre lo Yahagi non riporta alcun danno. Il giorno successivo prende parte alla battaglia al largo di Samar, anche in questo caso senza riportare danni. Il 26 ottobre, al largo di Panay, la Force A fu attaccata da 80 aerei, seguiti da 30 bombardieri pesanti Consolidated B-24 Liberator ed infine da ulteriori 60 aerei. Nessuno degli aerei colpì lo Yahagi, che poté tornare a Brunei in sicurezza.
Il 16 novembre 1944 lo Yahagi divenne la nave ammiraglia del contrammiraglio Keizō Komura. Lo stesso giorno ebbe ordine di tornare in Giappone per essere sottoposto a lavori, dove rimase fino al marzo 1945.

### Operazione Ten-Go
Il 6 aprile 1945 lo Yahagi ricevette l'ordine di unirsi alla 2ª Flotta del viceammiraglio Seiichi Itō, che avrebbe preso parte all'Operazione Ten-Go, ultima grande offensiva della Marina Imperiale il cui obiettivo era di attaccare la forza navale statunitense fuori Okinawa. Inizialmente era stata rigettata in quanto considerata una missione suicida, ma il viceammiraglio Ryūnosuke Kusaka riuscì a convincere l'alto comando della Marina Imperiale che l'attacco sarebbe stato utile per distogliere l'attenzione degli aerei statunitensi dalle loro navi, così da permettere ai kamikaze di attaccarle con maggiore facilità.

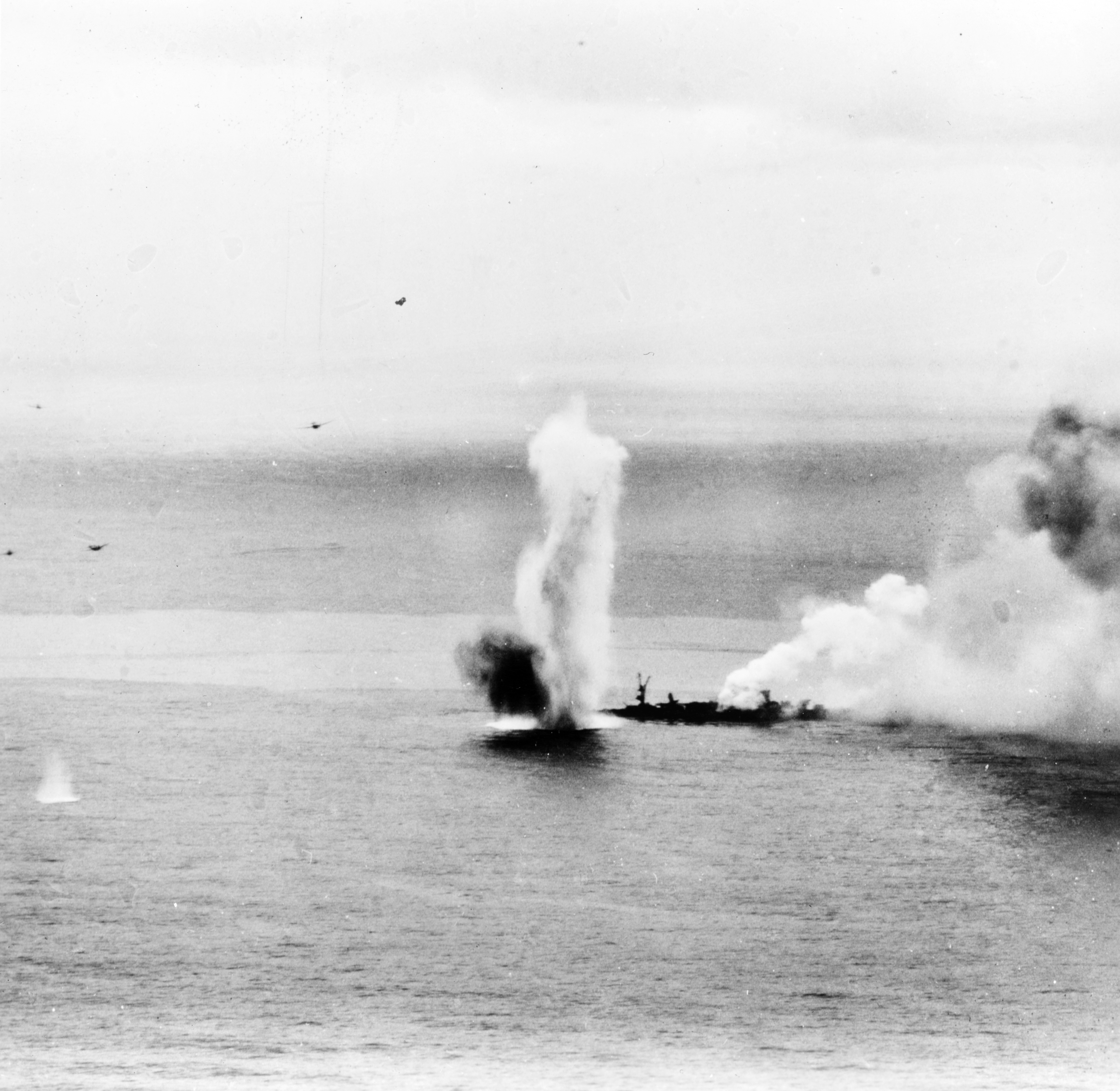
L'affondamento dello Yahagi

Lo Yahagi si unì quindi alla Yamato, salpata da Tokushima. Alle 12:20 del 7 aprile la formazione nipponica, composta oltre che dalla Yamato e dallo Yahagi, da una scorta di 8 cacciatorpediniere e 115 aerei, attaccò la Task Force 58, composta da 11 portaerei per un complessivo di 386 aerei (180 caccia, 75 bombardieri, 131 aerosiluranti), 6 navi da battaglia ed un nutrito numero di incrociatori e cacciatorpediniere. Alle 12:46 un siluro colpì lo Yahagi direttamente nella sala macchine, uccidendo tutti gli addetti ai motori e lasciando l'incrociatore immobile. Ferma in acqua, lo Yahagi fu colpita da più di sei siluri e da 12 bombe lanciati dalle numerose ondate di attacchi aerei. La Isokaze tentò di venire in aiuto dello Yahagi ma fu attaccata e, pesantemente danneggiata, affondò poco dopo. Alle 14:05 lo Yahagi si capovolse ed affondò. Persero la vita 445 membri equipaggio. Il retroammiraglio Keizō Komura e Tameichi Hara, capitano dello Yahagi, furono tra i sopravvissuti tratti in salvo dallo Hatsushimo e dallo Yukikaze. I superstiti poterono vedere la Yamato in lontananza, allontanarsi fumante verso sud sotto gli attacchi degli aerei statunitensi.
Pochi minuti dopo, alle 14:23, la Yamato esplose.
Lo Yahagi fu radiata d'ufficio il 20 giugno 1945.